# Ove Joensen
Ove Joensen (meghalt: Skálafjørður, 1987) feröeri, tengerész volt; Nólsoyban élt. Szabadidejében kézimunkával megépítette a Diana Victoria nevű feröeri csónakot azzal a céllal, hogy Shetland érintésével Európába evezzen vele. A 900 mérföldes út célja az volt, hogy pénzt gyűjtsön a nólsoyi uszoda felépítésére. 1986-ban 41 nap alatt tette meg az utat, és amikor megérkezett Koppenhágába, főként az ott élő feröeriekből álló ujjongó tömeg fogadta, és érkezését élő adásban közvetítette a feröeri televízió.
Bő egy évvel hazatérése után megcsúszott egy hajó fedélzetén, és a Skálafjørður jeges vízébe esett; 39 évesen életét vesztette.

## Hatása

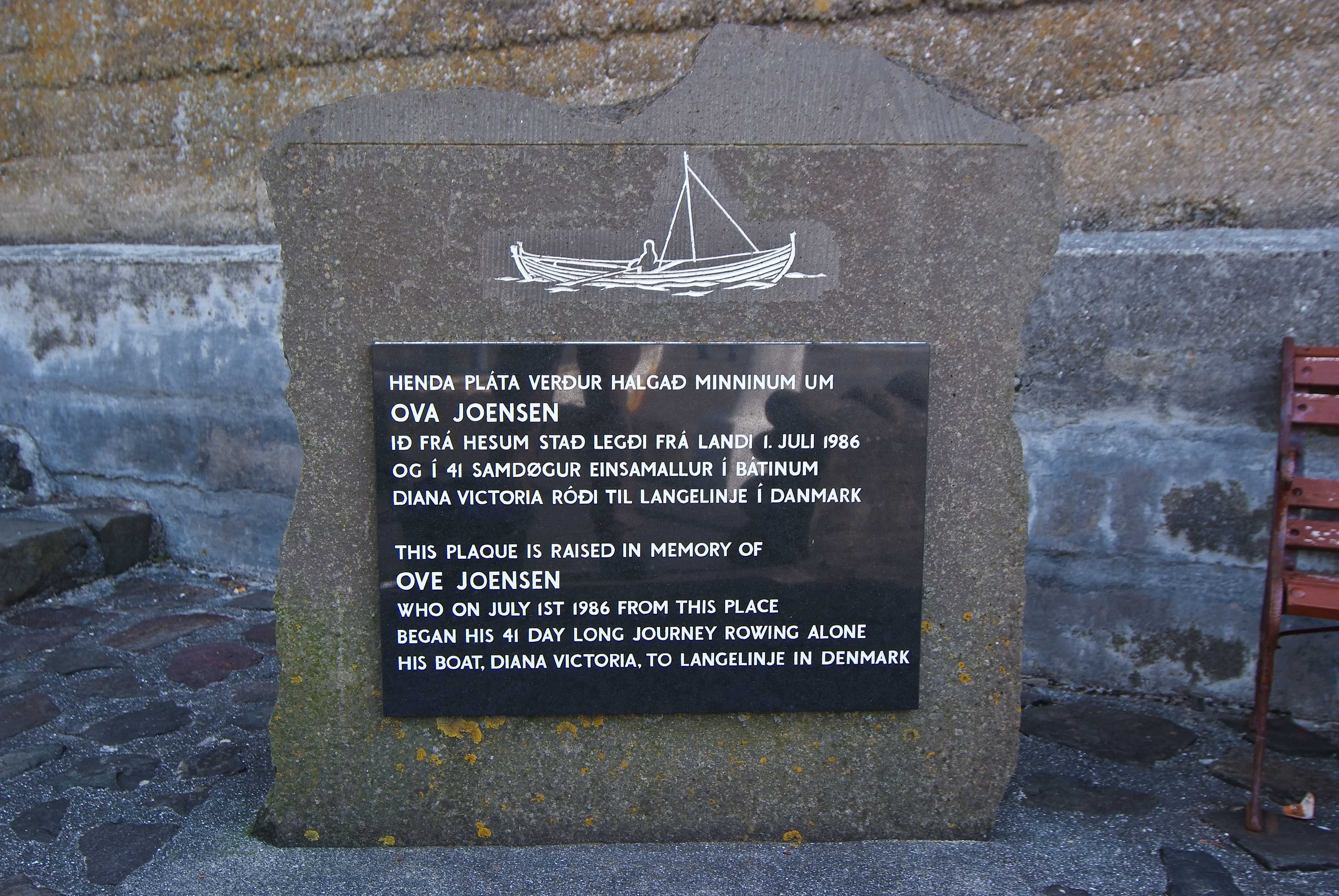
Ove Joensen emlékműve Nólsoyban

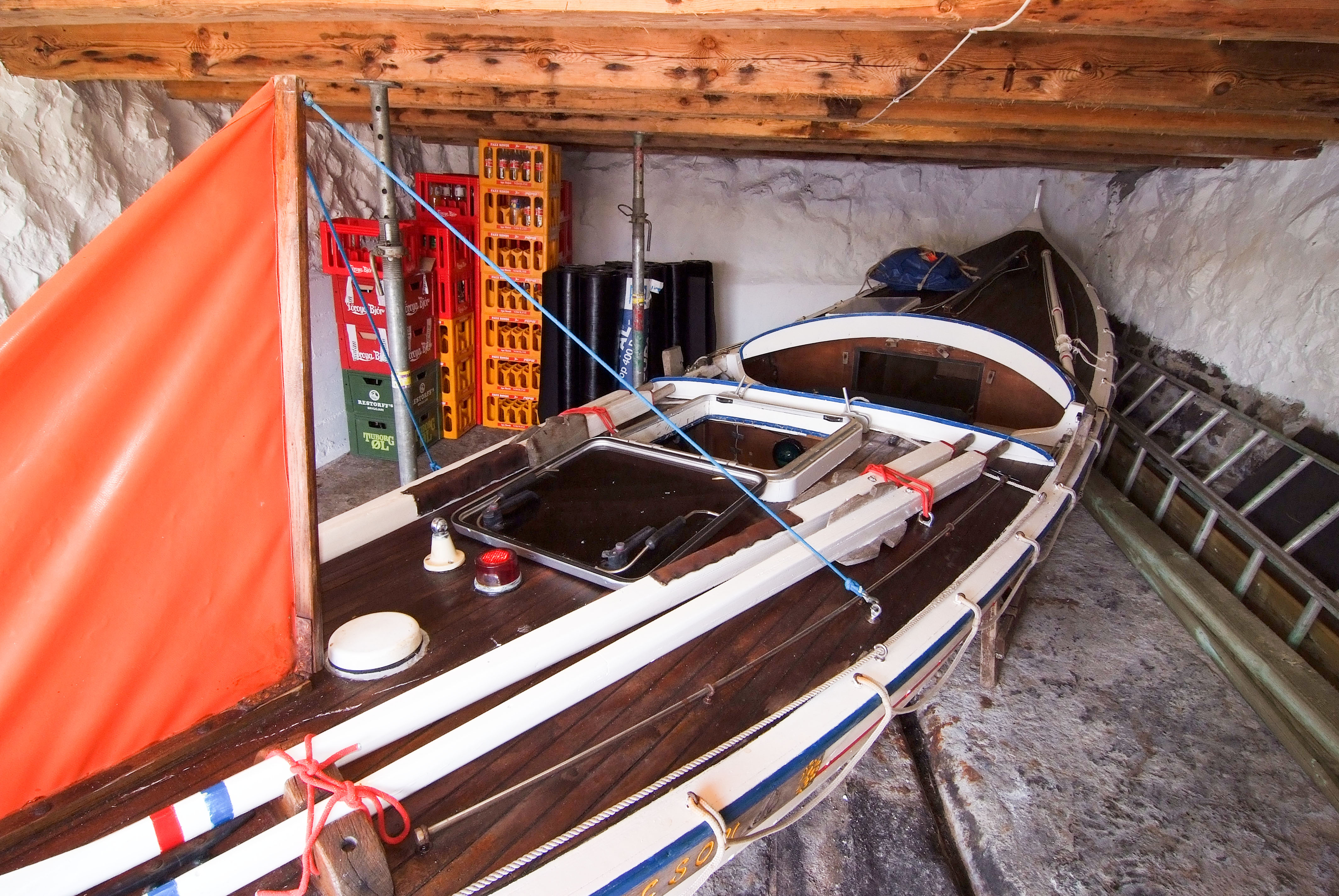
A Diana Victoria a csónakházban

Joensen emlékét a helyiek minden augusztus elején megünneplik az Ovastevna nevű fesztivállal, melynek a bevételeit az általa kezdeményezett uszoda felépítésére fordítják. Csónakja, a Diana Victoria ma is látható a nólsoyi kikötő egyik csónakházában.